# Ernest Bourmauck
Ernest Bourmauck, né le 9 juillet 1897 à Loupoigne et mort en février 1944 à Entraigues-en-Valjouffrey (Isère), est un chef de chœur, chef d'orchestre et compositeur classique français.

## Biographie
On en sait très peu sur lui si ce n'est qu'il a travaillé en étroite collaboration avec Gabriel Fauré, notamment en création du Requiem op. 48 du compositeur français et de la Messe en sol majeur de Francis Poulenc. En 1915, il compose la mélodie Rêverie sur un poème de Jean Florian.
Poulenc compose Tristis est anima mea (quatrième partie des Quatre motets pour un temps de pénitence) à Paris en novembre 1938 et le dédie à Bourmauck.
Il dirige Les Chanteurs de Lyon (autre nom pour Les Chœurs de Lyon) en tant que premier chef d'orchestre au Grand-Théâtre de Lyon (1933-1942) sur la musique de Francis Poulenc, avant qu'André Cluytens lui succède.
En 1925, il épouse la soprano française Rose Heilbronner.

## Discographie
- Requiem (Gabriel Fauré), Ernest Bourmauck et Les Chanteurs de Lyon et Le Trigintour Instrumental Lyonnais, Columbia Masterworks, 1943[9].